# Communauté de communes du Secteur de Dompaire
Die Communauté de communes du Secteur de Dompaire ist ein ehemaliger französischer Gemeindeverband mit der Rechtsform einer Communauté de communes im Département Vosges in der Region Lothringen. Der Gemeindeverband wurde am 1. Dezember 2000 gegründet und umfasste 33 Gemeinden. Der Verwaltungssitz befand sich im Ort Dompaire.

## Historische Entwicklung
Der Gemeindeverband wurde im Jahr 2000 mit dem Namen Communauté de communes du Pays d’Entre Madon et Moselle gegründet und 2010 auf die aktuelle Bezeichnung umbenannt.
Mit Wirkung vom 1. Januar 2017 fusionierte der Gemeindeverband mit der Communauté de communes du Pays de Mirecourt
und bildete so die Nachfolgeorganisation Communauté de communes de Mirecourt Dompaire. Abweichend davon schloss sich die Gemeinde Charmois-l’Orgueilleux der Communauté d’agglomération d’Épinal an.

## Ehemalige Mitgliedsgemeinden
1. Ahéville
2. Bainville-aux-Saules
3. Bazegney
4. Begnécourt
5. Bettegney-Saint-Brice
6. Bocquegney
7. Bouxières-aux-Bois
8. Bouzemont
9. Charmois-l’Orgueilleux
10. Circourt
11. Damas-et-Bettegney
12. Derbamont
13. Dommartin-aux-Bois
14. Dompaire
15. Gelvécourt-et-Adompt
16. Gorhey
17. Gugney-aux-Aulx
18. Hagécourt
19. Harol
20. Hennecourt
21. Jorxey
22. Légéville-et-Bonfays
23. Les Ableuvenettes
24. Madegney
25. Madonne-et-Lamerey
26. Maroncourt
27. Pierrefitte
28. Racécourt
29. Regney
30. Saint-Vallier
31. Vaubexy
32. Velotte-et-Tatignécourt
33. Ville-sur-Illon